# André Fraigneau
André Fraigneau (* 31. Mai 1905 in Nîmes; † 30. April 1991 in Paris) war ein französischer Schriftsteller.

## Leben und Werk
André Fraigneau war in den 1930er Jahren Lektor im Verlag Grasset. Einer seiner frühen Romane wurde 1935 ins Deutsche übersetzt. Er nahm 1941 an dem vom nationalsozialistischen Propagandaminister Goebbels initiierten Weimarer Dichtertreffen teil, was ihm nach 1945 schadete. Ab 1949 fand er Anerkennung bei jenen jungen Schriftstellern (Antoine Blondin, Michel Déon, Jacques Laurent, Roger Nimier), welche das politische Engagement ebenso wie den Nouveau Roman ablehnten. Die Académie française zeichnete sein Werk 1958 mit dem Prix Broquette-Gonin und 1985 mit dem Prix Pierre de Régnier aus.

## Werke (Auswahl)
- Val de Grâce. Carrefour, Paris 1930. Rocher, Monaco 1998. (Roman)
- Les Voyageurs transfigurés. NRF, Paris 1933. Rocher, Monaco 1998. Chaudun, Paris 2014.
- L’irrésistible. Gallimard, Paris 1935.
  - (deutsch) Der Unwiderstehliche. Roman einer Jugend. Fischer, Berlin 1936. (übersetzt von Hartmann Goertz)
- Camp volant. Gallimard, Paris 1937.
- La Grâce humaine. Gallimard, Paris 1938.
- La Fleur de l’âge. Récit. Gallimard, Paris 1941. (Le Guilledou. Les Portes d’Arcadie. J’attendrai. Les Enfants de Venise. Campagne de France. A l’absent)
- Mörike ou la Lumière retrouvée. In: Le Voyage de Mozart à Prague. Übersetzt von Albert Béguin. (Vorwort von André Coeuroy, 1891–1976). Sorlot, Paris 1942.
- Fortune virile. Livre moderne, Paris 1944.
- Journal profane d’un solitaire. M. de Pontchâteau. Table ronde, Paris 1947, 1985. (Sébastien Joseph du Cambout de Pontchâteau, 1634–1690)
- Le livre de raison d’un roi fou (Louis II de Bavière). J. B. Janin, Paris 1947. Plon, Paris 1968.
- L’Amour vagabond. Roman. Froissart, Paris 1949. Plon, Paris 1956 (mit Texten von Antoine Blondin, Michel Déon, Jacques Laurent und Roger Nimier)
- (Hrsg. mit Jean Denoël) Choix de lettres de Max Jacob à Jean Cocteau 1919–1944. P. Morihien, Paris 1949. (Vorwort von Jean Cocteau)
- Le Songe de l’Empereur (Julien l’Apostat). Table ronde, Paris 1952.
- Cocteau par lui-même. Seuil, Paris 1957.
  - (deutsch) Jean Cocteau in Selbstzeugnissen und Bilddokumenten. Rowohlt, Reinbek 1961. (übersetzt von Guido G. Meister, 1922–2008)
- Les Étonnements de Guillaume Francoeur. Plon, Paris 1960.

### Postum
- Dame au lac. Nouvelles. Rocher, Monaco 1998.
- Le miracle amical. Rocher, Monaco 1998. (Val de Grâce. 1930. Les voyageurs transfigurés. 1933)
- Papiers oubliés dans l’habit. Carnets 1922–1949. Hrsg. Dominique Villemot. Rocher, Monaco 2001. (Vorwort von Guy Dupré)
- C’était hier. Chroniques du XXe siècle. Rocher, Monaco 2005. (Vorwort von Pol Vandromme)
- Escales d’un Européen. Rocher, Monaco 2005. (Vorwort von Pol Vandromme)
- En bonne compagnie. Le Dilettante, Paris 2009.